# Manchester (Wisconsin)
Manchester é uma cidade no condado de Green Lake, Wisconsin, Estados Unidos. A população era de 1,312 pessoas no censo de 2018.